# Jean Stewart
Jean Stewart, född 23 december 1930 i Dunedin, Nya Zeeland, död 8 augusti 2020 i Auckland, var en nyzeeländsk simmare.
Stewart blev olympisk bronsmedaljör på 100 meter ryggsim vid sommarspelen 1952 i Helsingfors.